# Simfonia núm. 5 (Weinberg)
La Simfonia núm. 5 en fa menor, op. 76, de Mieczysław Weinberg va ser composta el 1962 i dedicada a Kiríl·l Kondraixin, el director d'orquestra de l'estrena que es va produir el 18 d'octubre de 1962 a Moscou amb motiu de les celebracions del 45è aniversari de la Revolució d'Octubre, i reflecteix clarament l'admiració de Weinberg per Xostakóvitx. Kondraixin va realitzar el 1963 el primer enregistrament en LP per al segell Melodiya.

## Moviments
- I Allegro moderato
- II Adagio sostenuto
- III Allegro
- IV Andantino

## Origen i context
La Cinquena Simfonia de Weinberg es pot entendre com un diàleg amb la Quarta de Xostakóvitx, que es va estrenar públicament el 1961, dècades després de ser completada. Weinberg ja la coneixia des del 1946, quan la va tocar a quatre mans amb el mateix Xostakóvitx. Entre ambdós compositors es va establir una estreta relació d'amistat, respecte i col·laboració. Weinberg s'inspira en la innovació modernista i la visió desoladora de la quarta simfonia, especialment al seu final, alhora que també incorpora elements clàssics presents en la cinquena simfonia de Xostakóvitx.
Forma part d'una etapa d'extraordinària productivitat per part del compositor i va rebre grans elogis de Xostakóvitx, qui va confessar quedar impressionat després d'escoltar-la repetidament durant els assajos.

## Recepció
Després de la seva estrena, la Cinquena Simfonia va anar assolint un ampli reconeixement, tant dins la Unió Soviètica com internacionalment. Va rebre elogis destacats a la Segona Biennal Musical de Zagreb, un esdeveniment de gran prestigi dins el panorama dels festivals de música contemporània.

## Anàlisi musical
Es va compondre en un moment en què la Quarta Simfonia de Xostakóvitx finalment es va poder interpretar, i la influència del seu univers sonor és evident, especialment en els passatges finals. La simfonia està estructurada en quatre moviments amb els tradicionals Adagio i Scherzo com a moviments centrals. Transmet una profunda sensació de desolació, alternant breus moments de triomf amb una amarga sensació de desencís. Amb un caràcter solemne i elegíac, aquesta simfonia combina moments de protesta amb una marcada qualitat lírica que predomina al llarg de tota l’obra.
El primer moviment es basa en una figura semitonal vibrant que actua com a fil conductor. Aquesta idea s'enriqueix amb motius intensos en els baixos i un senyal de quatre notes amb una qualitat nerviosa i quasi militar. Una melodia més fluida i expansiva emergeix en les cordes, i totes aquestes idees s’entrellacen en un desenvolupament ric que explora una àmplia gamma d’atmosferes i textures.
El moviment lent presenta un tema líric a les cordes, on els tons sencers prenen el protagonisme en lloc dels semitons del primer moviment. Aquest discurs melòdic es veu interromput per un episodi iniciat per un oboè solista, que condueix gradualment al clímax principal del moviment.
El tercer moviment segueix l'estructura tradicional de scherzo i trio. Les seccions exteriors es basen en un motiu de quartes que recorda el moviment corresponent de la Segona Sinfonietta, mentre que el "trio" destaca pel mode lidi i l'ús de la quarta augmentada, creant una atmosfera única amb notes cruixidores. En el breu allegro, la flauta adopta un to despreocupat i grotesc, mentre altres instruments de vent s'uneixen, creant una dansa subtil amb un aire lúgubre i macabre.
L'obertura del final s'assembla a una pastoral.